# Integraalkromme
In de wiskunde is een integraalkromme een parametrische kromme die een specifieke oplossing van een differentiaalvergelijking of een stelsel van vergelijkingen weergeeft. Als de differentiaalvergelijking wordt weergegeven door een vectorveld of richtingsveld, raken de bijbehorende integraalkrommen op elk punt aan het vector- of richtingveld. De naam 'integraalkromme' is afgeleid van een oude betekenis voor het woord integraal. Historisch gezien betekent het oplossen van een differentiaalvergelijking het integreren van de vergelijking en is de oplossing bekend als de integraal.
Integraalkrommen staan onder verschillende andere namen bekend, welke daarvan gebruikt wordt, is afhankelijk van de aard en de interpretatie van de differentiaalvergelijking of het vectorveld. De integraalkrommen voor een elektrisch- of magnetisch veld heten veldlijnen in de natuurkunde, terwijl integraalkrommen voor het snelheidsveld van een vloeistof als stroomlijnen bekendstaan.

## Definitie
Neem aan dat {\displaystyle \mathbf {F} } een vectorveld is met cartesische coördinaten {\displaystyle \mathbf {F} =(F_{1},F_{2},\ldots ,F_{n})}, en {\displaystyle \mathbf {x} (t)} een parametrische kromme met cartesische coördinaten {\displaystyle \mathbf {x} (t)=(x_{1}(t),x_{2}(t),\ldots ,x_{n}(t))}. Dan is {\displaystyle \mathbf {x} (t)} een integraalkromme van {\displaystyle \mathbf {F} } als {\displaystyle \mathbf {x} (t)} een oplossing is voor het volgende autonome systeem van gewone differentiaalvergelijkingen:
{\displaystyle {\begin{aligned}{\frac {\mathrm {d} x_{1}}{\mathrm {d} t}}&=F_{1}(x_{1},\ldots ,x_{n})\\&\vdots \\{\frac {\mathrm {d} x_{n}}{\mathrm {d} t}}&=F_{n}(x_{1},\ldots ,x_{n}).\end{aligned}}}
Een dergelijk systeem kan door een enkele vectorvergelijking worden weergegeven
{\displaystyle \mathbf {x} '(t)=\mathbf {F} (\mathbf {x} (t))}
Deze vergelijking maakt duidelijk dat de raakvector aan de parametrische kromme {\displaystyle \mathbf {x} (t)} op elk punt langs deze kromme gelijk is aan de vector {\displaystyle \mathbf {F} (\mathbf {x} (t))} en dat daarom de kromme {\displaystyle \mathbf {x} (t)} op elk punt aan het vectorveld {\displaystyle \mathbf {F} } raakt.
Als een gegeven vectorveld Lipschitz-continu is, dan impliceert de stelling van Picard-Lindelöf dat er voor een korte periode een unieke flux bestaat.

## Voorbeeld

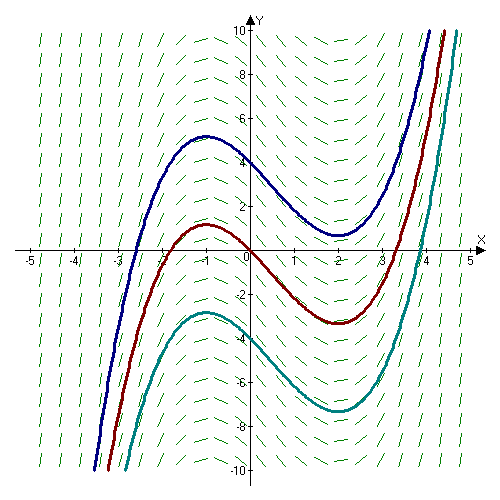

Er worden in de grafiek drie integraalkrommen voor het richtingsveld gegeven, dat bij de differentiaalvergelijking {\displaystyle \mathrm {d} y/\mathrm {d} x=x^{2}-x-2} hoort.
{\displaystyle \int (x^{2}-x-2)\ \mathrm {d} x={\frac {x^{3}}{3}}-{\frac {x^{2}}{2}}-2x+C}